# Прайд (село)
Прайд (рум. Praid) — село у повіті Харгіта в Румунії. Адміністративний центр комуни Прайд.
Село розташоване на відстані 247 км на північ від Бухареста, 56 км на захід від М'єркуря-Чука, 118 км на схід від Клуж-Напоки, 106 км на північ від Брашова.

## Населення
За даними перепису населення 2002 року у селі проживали 3579 осіб.
Національний склад населення села:
| Національність | Кількість осіб | Відсоток |
| -------------- | -------------- | -------- |
| угорці         | 3454           | 96,5 %   |
| цигани         | 74             | 2,1 %    |
| румуни         | 50             | 1,4 %    |

Рідною мовою назвали:
| Мова      | Кількість осіб | Відсоток |
| --------- | -------------- | -------- |
| угорська  | 3479           | 97,2 %   |
| циганська | 53             | 1,5 %    |
| румунська | 46             | 1,3 %    |